# Gomiécourt
Gomiécourt település Franciaországban, Pas-de-Calais megyében. Lakosainak száma 152 fő (2022. január 1.). Gomiécourt Ervillers, Achiet-le-Grand, Béhagnies, Bihucourt és Courcelles-le-Comte községekkel határos.

## Népesség
A település népességének változása:
| Lakosok száma | 152  | 153  | 161  | 156  | 155  | 153  | 153  | 152  | 152  |
|               | 2013 | 2015 | 2016 | 2017 | 2018 | 2019 | 2020 | 2021 | 2022 |